# 斯托海峽郡
斯托海峽郡（丹麥語：Storstrøms Amt）是丹麥東南部的郡，包括西蘭島的南部，另有默恩島、洛蘭島、法爾斯特島等。因西蘭島和法爾斯特島之間的斯托海峽得名。2007年1月1日被併入西兰大區。